# Food Court de, Mata Ashita
Food Court de, Mata Ashita (フードコートで、また明日。, Fūdo Kōto de, Mata Ashita) est un manga écrit et illustré par Shinichirō Nariie.  Originellement, il s'agit d'un webcomic publié sur le compte Twitter de l'auteur depuis octobre 2019. Plus tard, la série est publiée  dans le magazine Comic Newtype par l'éditeur Kadokawa Shoten depuis mars 2020. En France, la série sera publiée par la maison d'édition Shiba.
Une adaptation en anime, produite par le studio Atelier Pontdarc (ja), est diffusée à la télévision japonaise depuis juillet 2025. Dans les pays francophones, elle est diffusée, en version originale sous-titrée, sur Crunchyroll sous le nom See You Tomorrow at the Food Court.

## Synopsis
Wada et Yamamoto sont perçues par leurs camarades de classe comme des filles riches et discrètes qui sont respectivement une élève brillante, et une gyaru intimidante. En réalité, la première est une grande fan de jeux mobiles, tandis que la seconde apprécie les légendes urbaines. Elles sont également amies et se retrouvent tous les jours, après l'école, à une aire de restauration.

## Personnages
Wada (和田)
Voix japonaise : Hiyori Miyazaki
Il s'agit d'une élève modèle apparemment stricte, Wada a des difficultés scolaires et parvient à peine à garder son sang-froid sur des questions insignifiantes, utilisant souvent son temps avec Yamamoto pour se défouler sur les choses qui l'agacent.
Yamamoto (山本)
Voix japonaise : Yoshino Aoyama (ja)
Il s'agit d'une élève vu comme une gyaru soi-disant insouciant à l'apparence tape-à-l'œil, qui est en réalité une adolescente studieuse qui est à l'écoute de ses amis.
Saito (斉藤, Saitō)
Voix japonaise : Saori Hayami
Il s'agit d'une camarade de classe de Wada qui passe beaucoup de temps à se maquiller à l'école.
Le duc Abel (エイベル公爵, Eiberu Kōshaku)
Voix japonaise : Jun Fukuyama
Il s'agit d'un personnage SSR (super-super-rare) d'un jeu gacha que Wada prétend détester mais admet avoir dépensé beaucoup d'argent pour le soutenir et pour acheter ses produits dérivés.
Yamada (山田)
Voix japonaise : Rina Hidaka
Takizawa (滝沢)
Voix japonaise : Yoshitsugu Matsuoka

## Manga
La série est écrite et dessinée par Shinichirō Nariie. Originellement, il s'agit d'une série publiée sur le compte Twitter de l'auteur à partir du 24 octobre 2019 avant d'être publiée depuis le 10 mars 2020 dans le magazine en ligne Comic Newtype de l'éditeur Kadokawa Shoten. La première partie de l'histoire s'est terminée le 12 janvier 2021 et la publication de la deuxième partie a commencé le 6 septembre 2022. La série est publiée sous format tankōbon à partir du 10 mars 2021. Le 31 mars 2025, deux volumes ont été publiés au Japon.
En juillet 2025, en profitant de la diffusion de l'adaptation en anime, la maison d'édition Shiba annone qu'elle va publier la série.

### Liste des tomes
| no | Japonais       | Japonais          |
| no | Date de sortie | ISBN              |
| -- | -------------- | ----------------- |
| 1  | 10 mars 2021   | 978-4-04-109892-9 |
| 2  | 31 mars 2025   | 978-4-04-114803-7 |

## Anime
Le 13 décembre 2024, l'adaptation en anime de la série est annoncée. La série est produite par le studio Atelier Pontdarc (ja) et est réalisée par Kazuomi Koga, avec  Jukki Hanada qui suppervise le scénario, un character design de Kyuta Sakai et une musique composée par Kana Utatane. La série est diffusée du 7 juillet au 11 août 2025 au Japon sur Tokyo MX et d'autres chaines, et est composé de six épisodes,. La version francophone est diffusée en simulcast sur la plateforme en ligne Crunchyroll.
Le générique de début est Mikansei ni Matataite (未完成に瞬いて, litt. « Scintillement incomplet »), interprété par Oisicle Melonpan tandis que le générique de fin intitulé Tonari Awase (となりあわせ, litt. « Côte à côte ») est interprété par Hiyori Miyazaki et Yoshino Aoyama (ja) dans leurs rôles respectifs.

### Liste des épisodes
| No | Titre français         | Titre japonais                                                       | Titre japonais                                                          | Date de 1re diffusion |
| No | Titre français         | Kanji                                                                | Rōmaji                                                                  | Date de 1re diffusion |
| -- | ---------------------- | -------------------------------------------------------------------- | ----------------------------------------------------------------------- | --------------------- |
| 1  | WADA1234               | WADA1234 / ナスカ地上絵 宇宙人 / psibola / Change before you have to | WADA1234 / Nasuka chijō-e uchūjin / psibola / Change before you have to | 7 juillet 2025        |
| 2  | Une histoire de chance | 確率機 / シングル二倍 / 夢芝居 / ぼくのワンだーらいふ                | Kakuritsu-ki / Shinguru ni-bai / Yume-shibai / Boku no wandā raifu      | 14 juillet 2025       |
| 3  | Ablactation            | 乳力 / ナオキン / 姉妹 / 十月二十一日                                | Nyūryoku / Naokin / Shimai / Jū-gatsu nijūichi-nichi                    | 21 juillet 2025       |
| 4  | Caramel ribbon         | キャラメルリボン / 別方向だけど / 臭くはない / 一般的和田            | Kyarameru ribon / Betsuhōkō da kedo / Kusaku wa nai / Ippanteki wada    | 28 juillet 2025       |
| 5  | SSR                    | SSR / ウザい / 荒浜海水浴場                                          | SSR / Uzai / Arahama kaisuiyoku-jō                                      | 4 août 2025           |
| 6  | Randy                  | ランディ / ゴリラテープ / 厄介 / フードコートで、また明日。          | Randi / Gorira tēpu / Yakkai / Fūdo kōto de, Mata ashita.               | 11 août 2025          |

### Annotations
1. ↑  Les titres français de l'adaptation en anime proviennent de Crunchyroll.

### Œuvres
Édition japonaise
1. 1 2  (ja) « フードコートで、また明日。 », sur Kadokawa Shoten (consulté le 24 juillet 2025)
2. 1 2  (ja) « フードコートで、また明日。　Season 2 », sur Kadokawa Shoten (consulté le 24 juillet 2025)